# Dekadenca
Dekadenca (lat. decadentia, de + cadere (pasti), torej  = razpadanje, upadanje) pomeni postopno izgubljanje, izginjanje ustvarjalnih sil, energije, vitalnosti, doseženega standarda oziroma ravni. Lahko pomeni tudi propadanje doseženih vrednot in institucij.
Dekadenca je lahko simptom razsula v družbenih, nacionalnih, državnih ali religioznih institucijah. Lahko govorimo o dekadenci znanosti, filozofije, umetnosti, monarhije, morale itd.

## Dekadenca med misleci
Problem družbene in idejne dekadence so različni misleci različno razumevali. Francoski mislec Charles de Montesquieu je njene vzroke našel v defektnih političnih institucijah, kar vodi do propadanje starih vrlin. Jean-Jacques Rousseau je dekadenco videl že v tem, da se je človek oddaljil od narave. 
Med mislece dekadence gre med drugim šteti sledeča imena:
- Boulainvilliers,
- Louis de Bonald,
- Joseph de Maistre in
- Friedrich Wilhelm Nietzsche.

## Dekadenca v umetnosti
Pojem dekadence se v umetnosti in književnosti uporablja za usmeritev, ki se je pojavila po romantiki oziroma v dobi fin de siècla. Na grobo bi to usmeritev vmestili v drugo polovico 19. stoletja in je imela močan vpliv na začetke slovenske moderne. 
Za začetnika dekadence velja Théophile Gautier, ki je sicer še predstavnik pozne romantike, s smerjo pa je nadaljeval morda bolj znani Charles Baudelaire. Reakcijo umetnikov je mogoče pripisati odzivu na vulgarni utilitarizem, ki je ideale francoske revolucije spremenil v golo dejanje plačevanja za storitve in blago. To velja zlasti za francoske literate. V mnogih delih je opaziti upor zoper nesmiselnost meščanske eksistence, umetnost pa tako postala še bolj izrazito zrcalo resničnosti tistega časa. Iz del izžarevajo: pesimizem, naveličanost, resignacija, perverzna nagnjenja, nova poimenovanja lepote. 
Med umetnike te dobe sodijo:
- Charles Pierre Baudelaire,
- Gérard de Nerval,
- Arthur Rimbaud,
- Jules Amédée Barbey d'Aurevilly,
- Oscar Wilde,
- J. K. Huysmans,
- Franz von Bayros,
- Aubrey Beardsley,
- Felicien Rops,
- Guy de Maupassant,
- Odilon Redon,
- Comte de Lautréamont,
- Franz von Stuck,
- Edvard Munch,
- Gustave Moreau,
- Auguste Villiers de l'Isle-Adam,
- Rachilde,
- Georges Rodenbach,
- Octave Mirbeau.